# Óscar Duarte
Óscar Esaú Duarte Gaitán (Masaya, 3 giugno 1989) è un calciatore costaricano, difensore del Saprissa e della nazionale costaricana.

## Carriera

### Club
Dopo aver giocato in patria ha vestito la maglia del Bruges nella massima serie belga.

### Nazionale
Ha esordito in nazionale nel 2010; con la selezione del suo Paese ha preso parte alla Coppa centroamericana del 2011, alla CONCACAF Gold Cup del 2011, alla Coppa America del 2011 ed ai Mondiali di Brasile 2014, nei quali il 14 giugno 2014 ha segnato il suo primo gol in nazionale in Uruguay-Costa Rica (1-3), prima partita della fase a gironi della manifestazione.
Viene convocato per la Copa América Centenario negli Stati Uniti.

## Statistiche

### Cronologia presenze e reti in nazionale
| Cronologia completa delle presenze e delle reti in nazionale ― Costa Rica | Cronologia completa delle presenze e delle reti in nazionale ― Costa Rica | Cronologia completa delle presenze e delle reti in nazionale ― Costa Rica | Cronologia completa delle presenze e delle reti in nazionale ― Costa Rica | Cronologia completa delle presenze e delle reti in nazionale ― Costa Rica | Cronologia completa delle presenze e delle reti in nazionale ― Costa Rica | Cronologia completa delle presenze e delle reti in nazionale ― Costa Rica | Cronologia completa delle presenze e delle reti in nazionale ― Costa Rica |
| Data                                                                      | Città                                                                     | In casa                                                                   | Risultato                                                                 | Ospiti                                                                    | Competizione                                                              | Reti                                                                      | Note                                                                      |
| ------------------------------------------------------------------------- | ------------------------------------------------------------------------- | ------------------------------------------------------------------------- | ------------------------------------------------------------------------- | ------------------------------------------------------------------------- | ------------------------------------------------------------------------- | ------------------------------------------------------------------------- | ------------------------------------------------------------------------- |
| 18-11-2010                                                                | Fort Lauderdale                                                           | Giamaica                                                                  | 0 – 0                                                                     | Costa Rica                                                                | Amichevole                                                                | -                                                                         |                                                                           |
| 29-3-2011                                                                 | San José                                                                  | Costa Rica                                                                | 0 – 0                                                                     | Argentina                                                                 | Amichevole                                                                | -                                                                         |                                                                           |
| 13-6-2011                                                                 | Chicago                                                                   | Messico                                                                   | 4 – 1                                                                     | Costa Rica                                                                | Gold Cup 2011 - 1º Turno                                                  | -                                                                         | 45’                                                                       |
| 2-7-2011                                                                  | San Salvador de Jujuy                                                     | Colombia                                                                  | 1 – 0                                                                     | Costa Rica                                                                | Coppa America 2011 - 1º Turno                                             | -                                                                         |                                                                           |
| 8-7-2011                                                                  | San Salvador de Jujuy                                                     | Bolivia                                                                   | 0 – 2                                                                     | Costa Rica                                                                | Coppa America 2011 - 1º Turno                                             | -                                                                         | 47’                                                                       |
| 12-7-2011                                                                 | Córdoba                                                                   | Argentina                                                                 | 3 – 0                                                                     | Costa Rica                                                                | Coppa America 2011 - 1º Turno                                             | -                                                                         |                                                                           |
| 11-8-2011                                                                 | San Juan                                                                  | Costa Rica                                                                | 0 – 2                                                                     | Ecuador                                                                   | Amichevole                                                                | -                                                                         |                                                                           |
| 14-8-2013                                                                 | Santo Domingo                                                             | Rep. Dominicana                                                           | 0 – 4                                                                     | Costa Rica                                                                | Amichevole                                                                | -                                                                         |                                                                           |
| 19-11-2013                                                                | Sydney                                                                    | Australia                                                                 | 1 – 0                                                                     | Costa Rica                                                                | Amichevole                                                                | -                                                                         |                                                                           |
| 6-3-2014                                                                  | San José                                                                  | Costa Rica                                                                | 2 – 1                                                                     | Paraguay                                                                  | Amichevole                                                                | -                                                                         | 45’                                                                       |
| 7-6-2014                                                                  | Chester                                                                   | Costa Rica                                                                | 1 – 1                                                                     | Irlanda                                                                   | Amichevole                                                                | -                                                                         |                                                                           |
| 14-6-2014                                                                 | Fortaleza                                                                 | Uruguay                                                                   | 1 – 3                                                                     | Costa Rica                                                                | Mondiali 2014 - 1º Turno                                                  | 1                                                                         |                                                                           |
| 20-6-2014                                                                 | Recife                                                                    | Italia                                                                    | 0 – 1                                                                     | Costa Rica                                                                | Mondiali 2014 - 1º Turno                                                  | -                                                                         |                                                                           |
| 24-6-2014                                                                 | Belo Horizonte                                                            | Costa Rica                                                                | 0 – 0                                                                     | Inghilterra                                                               | Mondiali 2014 - 1º Turno                                                  | -                                                                         |                                                                           |
| 29-6-2014                                                                 | Recife                                                                    | Costa Rica                                                                | 1 – 1 (6 - 4 dtr)                                                         | Grecia                                                                    | Mondiali 2014 - Ottavi di finale                                          | -                                                                         | 42’, 66’                                                                  |
| 3-9-2014                                                                  | Washington                                                                | Costa Rica                                                                | 3 – 0                                                                     | Nicaragua                                                                 | Coppa centroamericana 2014 - 1º Turno                                     | -                                                                         | 66’                                                                       |
| 7-9-2014                                                                  | Dallas                                                                    | Costa Rica                                                                | 2 – 2                                                                     | Panama                                                                    | Coppa centroamericana 2014 - 1º Turno                                     | -                                                                         | 89’                                                                       |
| 10-10-2014                                                                | Mascate                                                                   | Oman                                                                      | 3 – 4                                                                     | Costa Rica                                                                | Amichevole                                                                | -                                                                         | 34’                                                                       |
| 14-10-2014                                                                | Seul                                                                      | Corea del Sud                                                             | 1 – 3                                                                     | Costa Rica                                                                | Amichevole                                                                | 1                                                                         |                                                                           |
| 14-11-2014                                                                | Montevideo                                                                | Uruguay                                                                   | 2 – 2                                                                     | Costa Rica                                                                | Amichevole                                                                | -                                                                         |                                                                           |
| 27-3-2015                                                                 | San José                                                                  | Costa Rica                                                                | 0 – 0                                                                     | Paraguay                                                                  | Amichevole                                                                | -                                                                         |                                                                           |
| 5-9-2015                                                                  | Harrison                                                                  | Brasile                                                                   | 1 – 0                                                                     | Costa Rica                                                                | Amichevole                                                                | -                                                                         |                                                                           |
| 9-9-2015                                                                  | San José                                                                  | Costa Rica                                                                | 1 – 0                                                                     | Paraguay                                                                  | Amichevole                                                                | -                                                                         | 45’                                                                       |
| 9-10-2015                                                                 | San José                                                                  | Costa Rica                                                                | 0 – 1                                                                     | Sudafrica                                                                 | Amichevole                                                                | -                                                                         |                                                                           |
| 14-10-2015                                                                | Harrison                                                                  | Stati Uniti                                                               | 0 – 1                                                                     | Costa Rica                                                                | Amichevole                                                                | -                                                                         | 88’                                                                       |
| 14-11-2015                                                                | San José                                                                  | Costa Rica                                                                | 1 – 0                                                                     | Haiti                                                                     | Qual. Mondiali 2018                                                       | -                                                                         |                                                                           |
| 26-3-2016                                                                 | Kingston                                                                  | Giamaica                                                                  | 1 – 1                                                                     | Costa Rica                                                                | Qual. Mondiali 2018                                                       | -                                                                         | 89’                                                                       |
| 30-3-2016                                                                 | San José                                                                  | Costa Rica                                                                | 3 – 0                                                                     | Giamaica                                                                  | Qual. Mondiali 2018                                                       | -                                                                         |                                                                           |
| 28-5-2016                                                                 | San José                                                                  | Costa Rica                                                                | 2 – 1                                                                     | Venezuela                                                                 | Amichevole                                                                | -                                                                         | 51’                                                                       |
| 4-6-2016                                                                  | Orlando                                                                   | Costa Rica                                                                | 0 – 0                                                                     | Paraguay                                                                  | Coppa America 2016 - 1º Turno                                             | -                                                                         |                                                                           |
| 8-6-2016                                                                  | Chicago                                                                   | Stati Uniti                                                               | 4 – 0                                                                     | Costa Rica                                                                | Coppa America 2016 - 1º Turno                                             | -                                                                         |                                                                           |
| 3-9-2016                                                                  | Port-au-Prince                                                            | Haiti                                                                     | 0 – 1                                                                     | Costa Rica                                                                | Qual. Mondiali 2018                                                       | -                                                                         |                                                                           |
| 7-9-2016                                                                  | San José                                                                  | Costa Rica                                                                | 3 – 1                                                                     | Panama                                                                    | Qual. Mondiali 2018                                                       | -                                                                         |                                                                           |
| 11-11-2017                                                                | Malaga                                                                    | Spagna                                                                    | 5 – 0                                                                     | Costa Rica                                                                | Amichevole                                                                | -                                                                         | 56’                                                                       |
| 14-11-2017                                                                | Budapest                                                                  | Ungheria                                                                  | 1 – 0                                                                     | Costa Rica                                                                | Amichevole                                                                | -                                                                         | 51’                                                                       |
| 23-3-2018                                                                 | Glasgow                                                                   | Scozia                                                                    | 0 – 1                                                                     | Costa Rica                                                                | Amichevole                                                                | -                                                                         |                                                                           |
| 27-3-2018                                                                 | Nizza                                                                     | Tunisia                                                                   | 1 – 0                                                                     | Costa Rica                                                                | Amichevole                                                                | -                                                                         | 48’                                                                       |
| 3-6-2018                                                                  | San José                                                                  | Costa Rica                                                                | 3 – 0                                                                     | Irlanda del Nord                                                          | Amichevole                                                                | -                                                                         | 45’                                                                       |
| 11-6-2018                                                                 | Bruxelles                                                                 | Belgio                                                                    | 4 – 1                                                                     | Costa Rica                                                                | Amichevole                                                                | -                                                                         |                                                                           |
| 17-6-2018                                                                 | Samara                                                                    | Costa Rica                                                                | 0 – 1                                                                     | Serbia                                                                    | Mondiali 2018 - 1º Turno                                                  | -                                                                         |                                                                           |
| 22-6-2018                                                                 | San Pietroburgo                                                           | Costa Rica                                                                | 0 – 1                                                                     | Serbia                                                                    | Mondiali 2018 - 1º Turno                                                  | -                                                                         |                                                                           |
| 7-9-2018                                                                  | Goyang                                                                    | Corea del Sud                                                             | 2 – 0                                                                     | Costa Rica                                                                | Amichevole                                                                | -                                                                         |                                                                           |
| 11-9-2018                                                                 | Osaka                                                                     | Giappone                                                                  | 3 – 0                                                                     | Costa Rica                                                                | Amichevole                                                                | -                                                                         | Cap. 78’                                                                  |
| 12-10-2018                                                                | San Nicolás de los Garza                                                  | Messico                                                                   | 3 – 2                                                                     | Costa Rica                                                                | Amichevole                                                                | -                                                                         | 86’                                                                       |
| 6-6-2019                                                                  | Lima                                                                      | Perù                                                                      | 1 – 0                                                                     | Costa Rica                                                                | Amichevole                                                                | -                                                                         |                                                                           |
| 17-6-2019                                                                 | San José                                                                  | Costa Rica                                                                | 4 – 0                                                                     | Nicaragua                                                                 | Gold Cup 2019 - 1º Turno                                                  | -                                                                         |                                                                           |
| 21-6-2019                                                                 | Frisco                                                                    | Costa Rica                                                                | 2 – 1                                                                     | Bermuda                                                                   | Gold Cup 2019 - 1º Turno                                                  | -                                                                         | 13’                                                                       |
| 25-6-2019                                                                 | Harrison                                                                  | Haiti                                                                     | 2 – 1                                                                     | Costa Rica                                                                | Gold Cup 2019 - 1º Turno                                                  | -                                                                         | 70’                                                                       |
| 30-6-2019                                                                 | Houston                                                                   | Messico                                                                   | 1 – 1 (6 - 5 dtr)                                                         | Costa Rica                                                                | Gold Cup 2019 - Quarti di finale                                          | -                                                                         | 69’                                                                       |
| 7-9-2019                                                                  | San José                                                                  | Costa Rica                                                                | 1 – 2                                                                     | Uruguay                                                                   | Amichevole                                                                | -                                                                         |                                                                           |
| 11-10-2019                                                                | Nassau                                                                    | Haiti                                                                     | 1 – 1                                                                     | Costa Rica                                                                | CONCACAF Nations League 2019-2020 - 1º Turno                              | -                                                                         |                                                                           |
| 14-10-2019                                                                | Alajuela                                                                  | Costa Rica                                                                | 0 – 0                                                                     | Curaçao                                                                   | CONCACAF Nations League 2019-2020 - 1º Turno                              | -                                                                         |                                                                           |
| 11-10-2020                                                                | San José                                                                  | Costa Rica                                                                | 0 – 1                                                                     | Panama                                                                    | Amichevole                                                                | -                                                                         | Cap.                                                                      |
| 14-10-2020                                                                | San José                                                                  | Costa Rica                                                                | 0 – 1                                                                     | Panama                                                                    | Amichevole                                                                | -                                                                         | Cap.                                                                      |
| 13-11-2020                                                                | Maria Enzersdorf                                                          | Qatar                                                                     | 1 – 1                                                                     | Costa Rica                                                                | Amichevole                                                                | -                                                                         |                                                                           |
| 4-6-2021                                                                  | Commerce City                                                             | Messico                                                                   | 0 – 0 (5 - 4 dtr)                                                         | Costa Rica                                                                | CONCACAF Nations League 2019-2020 - Semifinale                            | -                                                                         |                                                                           |
| 7-6-2021                                                                  | Commerce City                                                             | Honduras                                                                  | 2 – 2 (5 - 4 dtr)                                                         | Costa Rica                                                                | CONCACAF Nations League 2019-2020 - Finale 3º posto                       | -                                                                         |                                                                           |
| 21-7-2021                                                                 | Orlando                                                                   | Costa Rica                                                                | 1 – 0                                                                     | Giamaica                                                                  | Gold Cup 2021 - 1º Turno                                                  | -                                                                         |                                                                           |
| 26-7-2021                                                                 | Arlington                                                                 | Costa Rica                                                                | 0 – 2                                                                     | Canada                                                                    | Gold Cup 2021 - Quarti di finale                                          | -                                                                         |                                                                           |
| 3-9-2021                                                                  | Panama                                                                    | Panama                                                                    | 0 – 0                                                                     | Costa Rica                                                                | Qual. Mondiali 2022                                                       | -                                                                         |                                                                           |
| 6-9-2021                                                                  | San José                                                                  | Costa Rica                                                                | 0 – 1                                                                     | Messico                                                                   | Qual. Mondiali 2022                                                       | -                                                                         |                                                                           |
| 9-9-2021                                                                  | San José                                                                  | Costa Rica                                                                | 1 – 1                                                                     | Giamaica                                                                  | Qual. Mondiali 2022                                                       | -                                                                         |                                                                           |
| 8-10-2021                                                                 | San Pedro Sula                                                            | Honduras                                                                  | 0 – 0                                                                     | Costa Rica                                                                | Qual. Mondiali 2022                                                       | -                                                                         |                                                                           |
| 11-10-2021                                                                | San José                                                                  | Costa Rica                                                                | 2 – 1                                                                     | El Salvador                                                               | Qual. Mondiali 2022                                                       | -                                                                         |                                                                           |
| 14-10-2021                                                                | Columbus                                                                  | Stati Uniti                                                               | 2 – 1                                                                     | Costa Rica                                                                | Qual. Mondiali 2022                                                       | -                                                                         | 84’                                                                       |
| 13-11-2021                                                                | Edmonton                                                                  | Canada                                                                    | 1 – 0                                                                     | Costa Rica                                                                | Qual. Mondiali 2022                                                       | -                                                                         | Cap.                                                                      |
| 17-11-2021                                                                | San José                                                                  | Costa Rica                                                                | 2 – 1                                                                     | Honduras                                                                  | Qual. Mondiali 2022                                                       | 1                                                                         |                                                                           |
| 5-6-2022                                                                  | San José                                                                  | Costa Rica                                                                | 2 – 0                                                                     | Martinica                                                                 | CONCACAF Nations League 2022-2023 - 1º Turno                              | -                                                                         | 46’                                                                       |
| 14-6-2022                                                                 | Doha                                                                      | Costa Rica                                                                | 1 – 0                                                                     | Nuova Zelanda                                                             | Qual. Mondiali 2022                                                       | -                                                                         |                                                                           |
| 23-9-2022                                                                 | Goyang                                                                    | Corea del Sud                                                             | 2 – 2                                                                     | Costa Rica                                                                | Amichevole                                                                | -                                                                         |                                                                           |
| 10-11-2022                                                                | San José                                                                  | Costa Rica                                                                | 2 – 0                                                                     | Nigeria                                                                   | Amichevole                                                                | 1                                                                         | 45’                                                                       |
| 23-11-2022                                                                | Doha                                                                      | Spagna                                                                    | 7 – 0                                                                     | Costa Rica                                                                | Mondiali 2022 - 1º Turno                                                  | -                                                                         |                                                                           |
| 27-11-2022                                                                | Doha                                                                      | Giappone                                                                  | 0 – 1                                                                     | Costa Rica                                                                | Mondiali 2022 - 1º Turno                                                  | -                                                                         |                                                                           |
| 1-12-2022                                                                 | Doha                                                                      | Costa Rica                                                                | 2 – 4                                                                     | Germania                                                                  | Mondiali 2022 - 1º Turno                                                  | -                                                                         | 76’                                                                       |
| 26-3-2023                                                                 | Fort-de-France                                                            | Martinica                                                                 | 1 – 2                                                                     | Costa Rica                                                                | CONCACAF Nations League 2022-2023 - 1º Turno                              | -                                                                         | Cap. 36’ 45’                                                              |
| Totale                                                                    |                                                                           | Presenze                                                                  | 75                                                                        |                                                                           | Reti                                                                      | 4                                                                         |                                                                           |

## Palmarès

### Club

#### Competizioni nazionali
- Campionato costaricano: 2

Saprissa: 2008-2009, 2010
- Coppa della Costa Rica: 1

Saprissa: 2013
- Coppa del Belgio: 1

Club Bruges: 2014-2015